# Dimorphostylis brevicaudata
Dimorphostylis brevicaudata is een zeekommasoort uit de familie van de Diastylidae. De wetenschappelijke naam van de soort is voor het eerst geldig gepubliceerd in 1903 door Zimmer.